# Белорусское народное партизанское движение
Белорусские народные партизаны (БНП, бел. Беларуская Народная Партызанка), также Белорусское народное партизанское движение (БНПД) — партизанская организация, сформированная во времена немецкой оккупации Белорусской ССР и объединявшая белорусские националистические партизанские отряды в Брестской, Пинской, Барановичской и Гродненской областях. Некоторые отделения БНПД продолжали действовать против советской власти после окончания войны. В официальной советской историографии упоминания об этом партизанском движении были запрещены, а связанные с ним документы уничтожены или сокрыты.

## Предыстория
В первые дни войны в сёлах белорусского Полесья, где немцев ещё не было, появились отряды «Белорусской Самообороны», которые фактически захватили власть над большой территорией, освободив её от подразделений НКВД и Советов. Стали издаваться местные газеты, начался раздел земли. В других районах, в частности, таких как Новогрудчина, Лидчина, Слонимщина, Ружанщина, возникло стихийное партизанское движение: белорусские активисты скрывались в лесу из-за угрозы истребления немцами по доносу поляков как «коммунисты» (в частности, летом 1941 года в Слониме было расстреляно около 100 белорусских активистов).
Первые группы красноармейцев, выходивших из немецкого окружения, особенно офицеры и коммунисты, группировались в лесах, но, встречая враждебность населения Западной Беларуси, уходили на восток, чтобы пробиться к своим. Партизаны с такими расходились мирно. Было немало советских солдат, большей частью из разбитых воинских формирований, которые оставались в семьях белорусских крестьян в качестве работников.  Однако в лесах также прятались группы красноармейцев, занимавшиеся мародёрством, грабившие и убивавшие крестьян и провоцировавшие карательные акции со стороны немцев по отношению к мирному населению.

## Создание организации
По одним сведениям, БНПД было образовано на двух нелегальных совещаниях командиров национальных партизанских отрядов — атаманов — в июле (под Ивацевичами) и ноябре (под Телеханами) 1942 года. Сформированный Генштаб возглавил атаман отряда с Ружанщины подполковник Иван Шанько, бывший лейтенант Красной армии (он бежал из немецкого плена), повышенный в ранге прямо на совещании. Консультативный орган, называвшийся «Скамья атаманов», возглавил атаман Якуб Харевский.
По другим данным, на первом совещании была образована только Скамья атаманов, а затем на её собрании в ноябре 1942 года было избрано центральное руководство БНПД, куда вошли: Сергей Хмара, Василь Вир (Пинский) и Юрка Стасевич. Первоначально БНПД состояло из 8 отрядов численностью около 3000 человек; к зиме 1943/1944 года их число увеличилось вдвое. Многие партизаны уходили в лес вместе с семьями.

## Задачи и направления деятельности
Главной задачей БНПД являлось сопротивление «всем оккупантам родной Беларуси».
Скамья атаманов одобрила решение своего политического руководства — Белорусской Народной Громады, о применении тактики выжидания подходящего момента для свержения советской власти. Были сформулированы основные тактико-стратегические направления деятельности народных партизан:

1) сохранение своих боеспособных вооружённых сил в максимально возможной целости до тех пор, пока «оккупант» и его «противник» не ослабнут, и «нам придётся защищать наш народ и его независимость от попыток захватить нашу родину другими оккупантами»;

2) избегание ненужных вооружённых столкновений с оккупантами, которые могут привести к людским жертвам и уничтожению отдельных партизанских формирований;

3) осуществление вооружённого сопротивления только в случаях, когда оккупант атакует партизанское подразделение или деревню, связанную с партизанским движением;

4) сохранение нейтралитета в отношении к подчиняющимся советскому руководству воинским частям и оказание им вооружённого сопротивления только в случае, если, несмотря на запрет, они начнут входить на подконтрольную партизанскому движению территорию. Уничтожение мародёров, если они продолжают грабить деревни или своими провокационными действиями подвергают их немецким карательным акциям.

## Общие сведения
Через свою разведку Москва знала о партизанской деятельности в Западной Беларуси уже весной 1942 года, но точных сведений о её политической ориентации тогда ещё не имела. В том же году в Западной Беларуси были выброшены первые советские десантные группы с целью создания организованных партизанских отрядов. Однако некоторые белорусы не хотели присоединяться к советскому партизанскому движению и вступали в ряды БНПД.
БНПД не вела активных боевых действий против немецких оккупантов, но некоторые её отделения участвовали в совместных действиях с Полесской Сечью—УПА против польских и советских партизан в Полесье.
В конце 1943 года — начале 1944 года в отрядах БНПД насчитывалось более 5000 человек. До 1944 года его отряды в основном пребывали в режиме ожидания масштабной акции по захвату Минска объединёнными националистическими белорусскими формированиями и провозглашения независимой Беларуси.
Перед началом операции Красной армии «Багратион» в Беларуси активизировались советские партизанские отряды и соединения. Их попытки подключить к активным действиям против немцев отряды БНПД не имели большого успеха. Большая часть руководителей БНПД была убита советскими агентами после приглашений на так называемые «переговоры»; несколько атаманов, предупреждённых о преследовании, бежали. Оставшись без руководства, часть партизан-националистов перешла на сторону советских партизан, часть вернулась в родные дома или спряталась. Лишь некоторые подразделения БНПД сумели сохраниться и летом 1944 года начали антисоветскую борьбу. Однако это была уже не единая организация — каждое подразделение действовало самостоятельно.
После прихода в Западную Беларусь Красной армии остались отряды народных партизанских атаманов Харевского (отряд имени атамана Небабы), Перегуды, Минича (Хомича),  Белейки, Мирона и Товпеко. После войны отряды Минича (Кобрин, Брестская область) и Белейки (Столинский район, Дубровенский район, Давид-Городокский район) самоликвидировались. Судьба отряда атамана Мирона (Бытенщина, Коссовщина, Волькавщина) осталась неизвестной. Отряд Иосифа (Язепа) Товпеко действовал в районе Августова в 1944–1945 годах и затем пересёк границы Польши и Германии. Отдельные партизаны и группы БНПД продолжили вооружённую борьбу против советской власти в 1950-х годах, в том числе в рядах УПА и подпольной организации «Белорусская освободительная армия».
Отряд Ивана Перегуды стал сотрудничать с советской гражданской администрацией и до 1947 года боролся с антикоммунистическими польскими формированиями бывшей Армии Крайовой, которые сжигали белорусские деревни и убивали местных жителей.
Остатки отрядов оставшихся в живых атаманов Харевского, Перегуды, Товпеко и других эмигрировали в Бразилию, Аргентину, Парагвай, Боливию, Венесуэлу, США и Канаду. Они организовали ветеранский союз бывших участников вооружённой борьбы за освобождение Беларуси и регулярно в День Ивана Купалы проводили встречи ветеранов БНПД.

## Ликвидация
Уничтожить националистическое партизанское движение в белорусском Полесье было поручено отряду особого назначения под командованием Григория Матвеевича Линькова (будущего Героя Советского Союза). С этой целью к зиме 1943/1944 года в Западную Белоруссию было также переброшено 16 крупных советских партизанских формирований, насчитывавших более 8000 опытных бойцов, командиров и политработников.
Подполковнику Шанько организовали встречу с Линьковым в Ружанской пуще якобы по вопросу поставок оружия. С каждой стороны, кроме командира, разрешалось присутствие ещё одного человека. Со слов присутствовавшего на встрече адъютанта Шанько — Николая Скрунди — атаману была предложена руководящая должность в Объединённом штабе партизанского движения Полесья в обмен на подчинение народных партизан советскому командованию. Шанько отказался и был убит на месте. После этого отряд Линькова приступил к ликвидации других атаманов и наиболее опытных народных партизан с тем, чтобы подчинить себе обезглавленные отряды.
Некоторые отряды БНПД пытались арестовать и привлечь к ответственности Линькова как «кровавого убийцу». Атаман Товпеко позже в своих воспоминаниях писал: «Кто бы сумел этого добиться, когда он имел... поддержку всех советских вооружённых десантников, а также помощь целых бригад под командованием генерала Капусты, перекинутых из Минска?». Однако некоторые десантники были пойманы, преданы суду и повешены партизанами БНПД.
Из отчёта ЦК Компартии Белоруссии тех лет о борьбе против белорусских «лесных братьев»: «Всего было ликвидировано 97 белорусских подпольных террористических организаций и вооружённых банд».